# إحصار أذيني بطيني

مسميات رسم تخطيط القلب الكهربائي.

الإحصار الأذيني البطيني هو أحد اضطرابات النظم التباطئية، ويتمثل في إحصار في نقل الشارة المحفزة من الأذينين إلى البطينين عبر العقدة الأذينية البطينية. يقسم الإحصار الأذيني البطيني إلى ثلاثة درجات متفاوتة في تأثيرها الوظيفي وأهميتها السريرية. أخفها وهو الإحصار من الدرجة الأولى قد لا يسبب أي أعراض ولا يحتاج إلى العلاج، بينما يشكل الإحصار التام (الدرجة الثالثة) حالةً طارئةً تحتاج لمراقبة مكثفة، وقد تتطلب زراعة ناظمة قلبية اصطناعية لعلاجه.

## التعريف الوظيفي
تقوم العقدة الأذينية البطينية على تبطيء انتقال الشارة المحفزة من الأذينين إلى البطينين. يُقاس انتقال الشارة من الأذينين إلى البطينين بقياس بفترة PR في مخطط القلب الكهربائي.في الوضع الطبيعي فإن هذا التأخير لا يتجاوز 240 ميلي ثانية عند الكبار، ولا يتجاوز 160 ميلي ثانية عند الأطفال بحسب العمر غير أنه في بعض الأحيان فإن تأخير التوصيل يصل إلى أكثر من ذلك، في مثل هذه الحالة فإننا نتحدث عن إحصار أذيني بطيني، حيث يقسم الإحصار إلى 3 درجات.

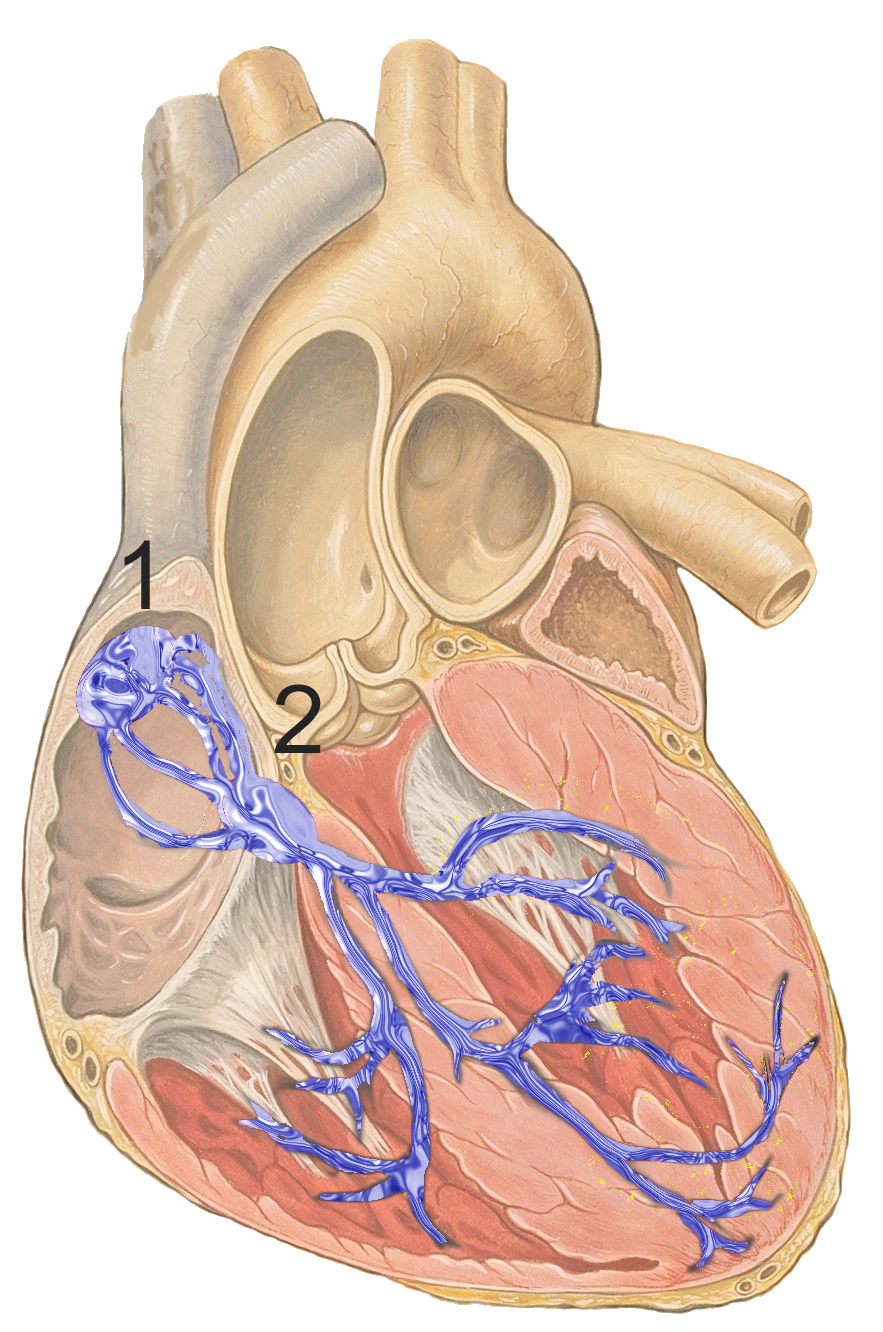
منظومة التوصيل القلبية، 1= العقدة الجيبية. 2= العقدة الأذينية البطينية.

تعود فائدة التأخير في نقل الشارة المحفزة من الأذينين إلى البطينين للسماح للبطينين بالامتلاء بالدم بعد انقباض الأذينين، وإفراغ محتواهما إلى البطينين، ولكن عند زيادة هذا التأخير عن حدٍ معيّن فإن ذلك يسبب مشكلة، بخاصة إذا أدت إعاقة انتقال الشارة إلى انقطاع منتظم أو تام بين الأذينين والبطينين، بحيث تتأثر عدد انقباضات البطينين بهذا الانقطاع، عندها يحصل بطء قلبي حقيقي.

## الإحصار الأذيني البطيني من الدرجة الأولى
الدرجة الأولى للإحصار الأذيني البطيني والتي تتمثل في تأخر نقل الشارة المحفزة يزيد على 240 ميلي ثانية عند الكبار، ولا يتجاوز 160 ميلي ثانية عند الأطفال بحسب العمر، مع حصول توصيل لكافة الإشارات.
لا يشكل الإحصار من الدرجة الأولى خطراً على المريض، وفي العادة فإن المرضى لا يشكون من أية أعراض، وغالباً ما يُكتشف الإحصار 1ْ بمحض الصدفة، كما أنه قد يظهر عند الأصحاء أيضاً، حيث تكون فترة PR أطول من 200 ميلي ثانية عند 5% من الأصحاء الذين تجاوزت أعمارهم 60 عاماً. إلا أن تشخيص هذه الحالات يُساعد في تجنب وصف بعض الأدوية المؤثرة سلباً على انتقال الشارة المحفزة عبر العقدة الأذينية البطينية. من ناحية أخرى فقد ربط البعض بين الإحصار من الدرجة الأولى وبين فرص تعرض المرضى إلى الرجفان الأذيني أو حاجتهم في المستقبل إلى غرس ناظمة قلبية اصطناعية

## الإحصار الأذيني البطيني من الدرجة الثانية
الدرجة الثانية للإحصار الأذيني البطيني والتي تتمثل في حصول انقطاع متقطع في نقل الشارات المحفزة من الأذينين إلى البطينين، بحيث تفقد الشارة الأذينية (لا يتم توصيلها) بشكل منتظم. ويُقسم هذا الإحصار إلى نوعين

### إحصار درجة ثانية من نوع فنكيباخ(بالألمانية:Wenckebach)

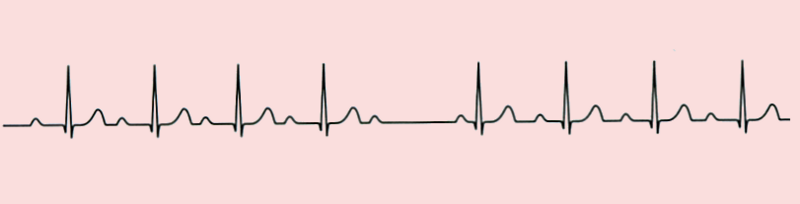
لاحظ المسافة بين P وبداية QRS تطول تدريجياً حتى ينقطع التوصيل

وفيه تطول فترة عبور الشارة الأذينية إلى البطين تدريجياً، حتى تنقطع نهائياً، لتعود بعدها وتطول تدريجيا بشكل دوري. ويمكن تشخيص هذا الإحصار عن طريق مراقبة موجة P والمسافة بين P وR في مخطط القلب الكهربائي؛ حيث نلاحظ أن فترة PR تطول تدريجيا، ثم نجد أن هناك موجة P لا يتبعها مركب QRS بمعنى أن الشارة P لم تصل إلى البطينين.

### إحصار درجة ثانية من نوع موبيتز(بالإنجليزية:Mobitz)

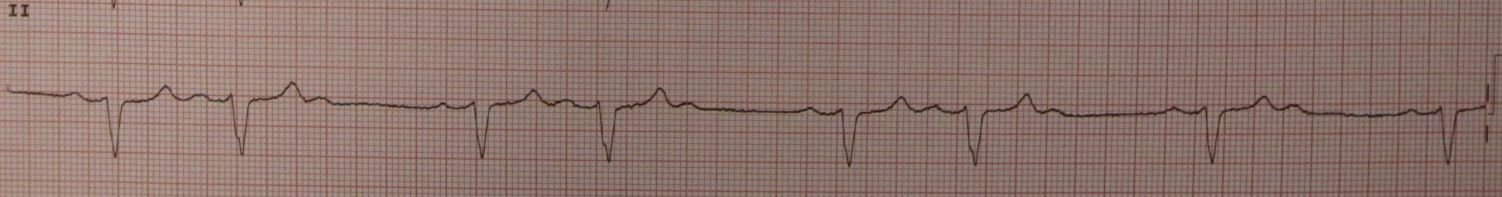
إحصار درجة ثانية. لاحظ أن P لا يتم تحويلها إلى نبض في كل ثالث مرة

وهو انقطاع منتظم في نقل الشارة، حيث تُقطع الشارة كل ثاني مرة، أو كل ثالث مرة ... وهكذا، في نفس الوقت الذي يكون فيه طول فترة PR طبيعياً.

## الإحصار الأذيني البطيني من الدرجة الثالثة
| المنطقة            | التردد\دقيقة |
| عقدة جيبية         | 60-80        |
| عقدة أذينية بطينية | 40-60        |
| خلايا البطين       | 20-40        |

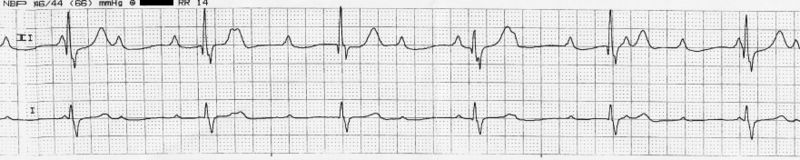
تفارق أذيني بطيني. موجة P ومركب QRS يسيران بدون أي ارتباط بينهما.

الدرجة الثالثة للإحصار الأذيني البطيني ويُدعى أيضاً بالإحصار الأذيني البطيني التام ويتمثل في انقطاع كامل في نقل الشارة المحفزة ما بين الأذينين والبطينين، بحيث ينقبض الأذينان والبطينان بشكل منفصل تماماً عن بعضهما. هذا الانفصال الوظيفي بين الأذينين والبطينين يُدعى تفارُق أذيني بطيني (بالإنجليزية: atrioventricular dissociation)؛ وهذا يعني أن كلا الأذينين وكلا البطينين يتبعان منظمان مختلفان للنظم، وينقبضان بشكل منفصل عن بعضهما، أي مفترقان عن بعضهما. يُرافق الإحصار التام «نظم إفلاتي» (بالإنجليزية: Escape Rhythm) ويُقصد به نظم يخرج عن ناظمة ثانوية، لتعذر وصول نظم الناظمة الأساسية إلى البطينين. بمعنى أنه بسبب تعوق وصول الشارة المحفزة من الأذينين إلى البطينين، فإن خلايا البطينين تقوم باتباع نظم بديل وإلا فإن القلب سيتوقف! ويكون هذا النظم بمعدل 30-40 دقة في الدقيقة.
يندر وجود الإحصار الأذيني البطيني التام (الدرجة الثالثة) عند الأطفال حيث تُقدر نسبة ظهوره عند المواليد بحالة واحدة لكل 20.000 مولود، ولكن نسبة ظهوره تزيد مع التقدم في العمر وبخاصة لمن أعمارهم تجاوزت السبعين، وبالذات أولئك الذين يُعانون من أمراض قلبية أخرى، حيث تبلغ النسبة عند هؤلاء 5-10%.
يعتبر الإحصار الأذيني البطيني من الدرجة الثالثة من الاستطبابات (المبررات) الملزمة لزرع ناظمة قلبية اصطناعية وبخاصة إذا رافقه بطء قلبي أو اضطرابات نظمية أو صمت قلبي لفترة تزيد على 3 ثوانٍ.